# УПК-23-250
Гарматний контейнер УПК-23-250 (індекс ГРАУ 9-А-681) — підвісна артилерійська установка для авіації, розроблена на Тульському КБП (Російська Федерація). Містить двоствольну гармату ГШ-23Л з боєкомплектом у 250 снарядів.

## Опис
Підвісні артилерійські установки для фронтової авіації дали змогу наростити вогневу міць літаків і розширити їх модифікації без «втручання» у конструкцію машини - більшість із них на початку 1960-х років взагалі не передбачали установки гармат. Розроблені кілька типів підвісних гарматних установок. Перша - уніфікований гарматний контейнер УПК-23-250 з гарматою ГШ-23Л і боєзапасом 250 патронів. Використаний для «доозброєння» перехоплювачів Су-15), на яких не було вбудованих гармат, а згодом став поширеним на літаках і вертольотах фронтової та армійської авіації.

## Конструкція
УПК-23 — підвісний контейнер з двоствольною авіагарматою ГШ-23Л калібру 23 мм. Індекс Л означає варіант з локалізаторами, які слугують для спрямованого відводу порохових газів і зменшення сили віддачі.
Уніфікований гарматний контейнер УПК-23-250 (УПК-23-250) - це гондола з вбудованою в неї двоствольною 23 мм швидкострільною гарматою ГШ-23 (ГШ-23Л, ГШ-23М) конструкції Грязева-Шипунова. УПК-23-250 може підвішуватися на стандартні підкрильні точки підвіски озброєнь вертольоту.
Робота автоматики базується на використанні енергії порохових газів, які подаються по черзі то від одного ствола, то від іншого. Живлення гармати - стрічкове (передбачено як ліве, так і праве живлення). Подача набоїв в обидва стволи здійснюється загальним механізмом з однієї стрічки. Кожен ствол має свої вузли зниження набою з стрічки в патронник, його досилання, замикання і екстракції стрічки. Механізми одного ствола кінематично пов'язані з механізмами другого за допомогою важелів-коромисел, чергуючи роботу вузлів і подачу між двома блоками: замикання одного ствола припадає на відмикання іншого, викид гільзи - на досилання набою в сусідньому.
Керування стрільбою дистанційне, електричне від постійного струму (27 В).
Для стрільби з гармати ГШ-23 використовуються 23-мм патрони з осколково-фугасними, бронебійно-розривними і бронебійно-запальними снарядами. Порох патрона запалюється електрокапсюлем.
Гармата ГШ-23Л випускається в трьох модифікаціях:
- 9-А-472.00-01 - з горизонтальним розташуванням локалізатора;
- 9-А-472.00-02 - з вертикальним розташуванням вихлопних вікон локалізатора;
- 9-А-472.00-03 - з розташуванням вихлопних вікон локалізатора під кутом 45°

Залежно від типу підвіски контейнер підрозділяється на 6 типів:
- 9-А-681,
- 9-А-681-01,
- 9-А-681-02,
- 9-А-681-03,
- 9-А-681-04,
- 9-А-681-05

## Застосування
Встановлюється на вертольоти: Мі-24, Мі-8, Мі-28 (та їх модифікації), Ка-50, Ка-52 і т. д. Фактично на будь-який російський вертоліт з підкрильними пілонами для підвіски озброєнь.
УПК-23 кріпиться до вертольота чи літака нерухомо, тому наведення здійснюється аналогічно наведенню НАР, тобто «прямо по курсу». При цьому система прицілювання забезпечує розрахунок балістичної траєкторії падіння снарядів з урахуванням всіх параметрів руху вертольота чи літака.
УПК-23-250 застосовувався під час бойових дій в Афганістані.

## Призначення
Призначений для вирішення широкого кола завдань: знищення легких і середньоброньованих наземних цілей, знищення повільно-літаючих повітряних цілей, знищення живої сили противника і т. д. Слугує для посилення вогневої потужності вертольота або літака.
Є гарним засобом для контактного повітряного бою.